# 大沽北路
大沽北路原名海大道，曾用名还有紫竹林大街和大沽路，是中国天津市和平区的一条道路，西北起张自忠路与大沽桥相接，东南到曲阜道，全长2277米，2005年下半年，在大沽北路拓宽工程中，大沽路在张自忠路至烟台道这一段区间周边的建筑被先后拆除。

## 历史
大沽北路最初形成于明代，当时海河西岸的海河叠道为当时海大道的雏形，经清代多次修筑，成为一条天津老城通往大沽口的大道。当时的海大道由海河边的马家口至大沽口，全长52.5公里，是当时天津最长的一条道路。1860年12月17日和1861年6月2日，英国和法国在海大道和海河之间的地段开辟租界，当时的天津英租界位于紫竹林村以南，天津法租界位于紫竹林村以北。不过，天津初期的对外贸易并不兴盛，来到这里的少数外商主要居住在天津城东门外三岔河口的宫北大街，仅有天津英租界内建造了少数房屋；天津法租界内甚至没有任何法国机构，只有一个供英美侨民使用的宗教建筑合众会堂。1870年6月，天津教案发生后，外国侨民纷纷移居租界，天津英租界首先得到开发经营。由于法国在普法战争中失败，国力不振，天津法租界一段时间内仍不见起色。直到1880年代才开始着手进行市政建设。1897年3月31日，天津英租界向西越过海大道扩展到墙子河。1900年，天津法租界也向西扩展到墙子河，于是海大道变成了一条完全位于租界内的街道。位于海大道东侧，英租界和德租界之间，今大光明桥西曲阜道两侧，曾经有一个面积131亩的天津美租界。但是由于一些原因，长期没有进行开发。1902年10月23日，并入天津英租界，成为天津英租界的南扩充界。当时的英商先农公司和天主教会崇德堂在这一地区开发兴建住宅和铺面，形成白俄聚集的小白楼商业区。

## 现况与发展
大沽北路目前西北起张自忠路与大沽桥相接，东南到曲阜道，全长2277米，两侧人行道均宽5米，为沥青路面。沿途建有原美国兵营、原开滦矿务局大楼、津塔、原比商仪品公司大楼等建筑。其中，保定道至曲阜道一段的大沽北路为天津英式风情区中的重要道路。

## 交汇道路
目前，与大沽北路相交汇的主要道路有：

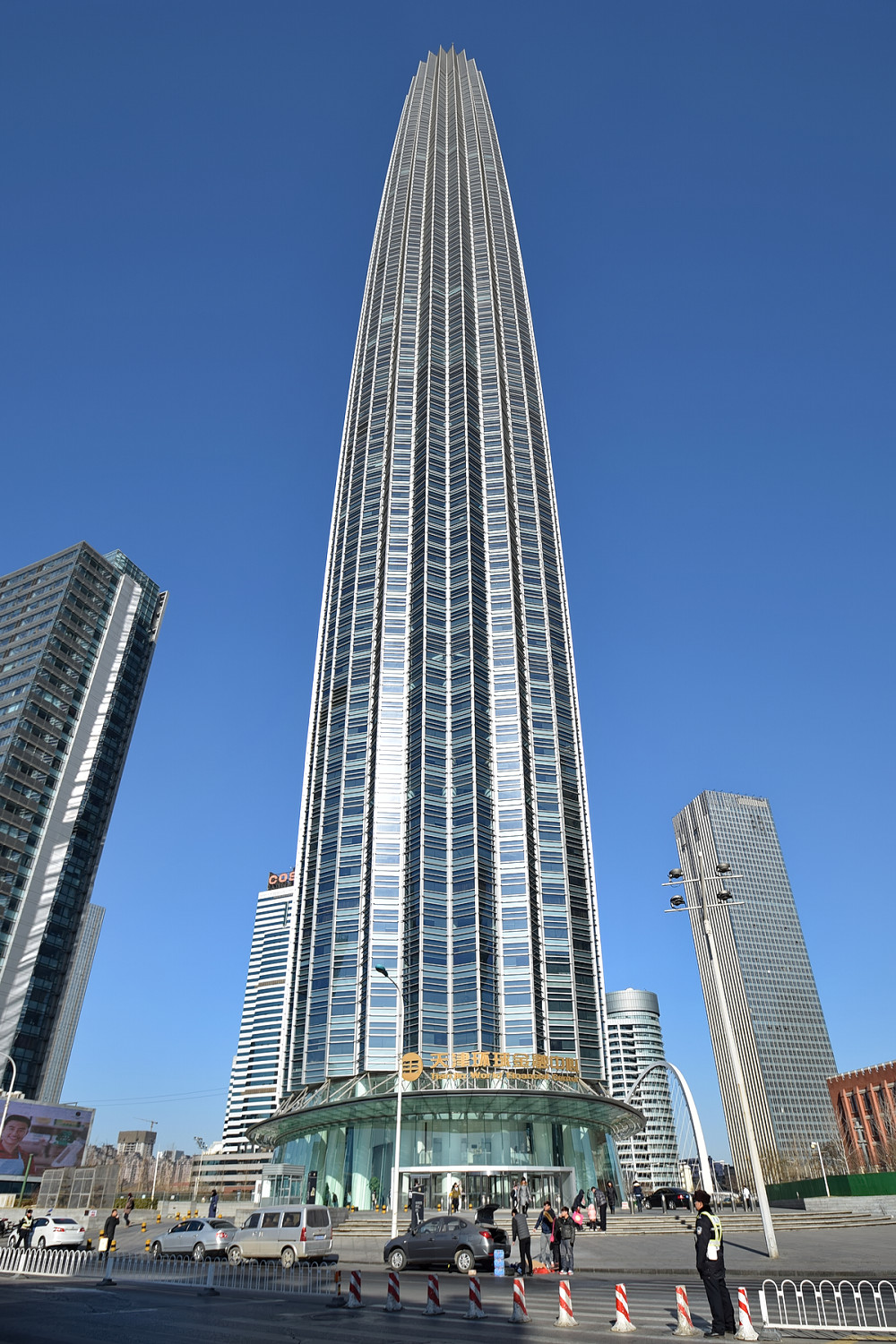
坐落于大沽北路和张自忠路交口的津塔

- 张自忠路 原柏公使河坝（Quai Auguste Boppe）
- 长春道 原七月十四日路（Rue 14 Juillet）、原窦总领事路（Rue G.Deveria）
- 滨江道 原葛公使路（Rue Paron Gros）、原福煦将军路（Rue du Maréchal Foch）
- 哈尔滨道 原狄总领事路（Rue Dillon）、原拉大夫路（Rue Laville）
- 赤峰道 原巴斯德路（Rue Pasteur）
- 承德道 原威尔顿路（Rue de Verdun）
- 营口道 原圣路易路（Rue Saint Louis）、原宝士徒道（Bristow Road）
- 大同道 原领事道（Consular Road ）
- 唐山道 原广东道（Canton Road）
- 大连道 原怡和道（E Wo Road）
- 保定道 原巴克斯道（Parkes Road）
- 太原道 原宝顺道（Pao Shun Road）
- 烟台道 原博罗斯道（Bruce Road）
- 泰安道 原咪哆士道（Meadours Road）
- 彰德道 原博目哩道（Bromley Road）
- 曲阜道 原革事道（Council Road）

## 历史建筑
大沽北路曾经和现在比较著名的建筑有：

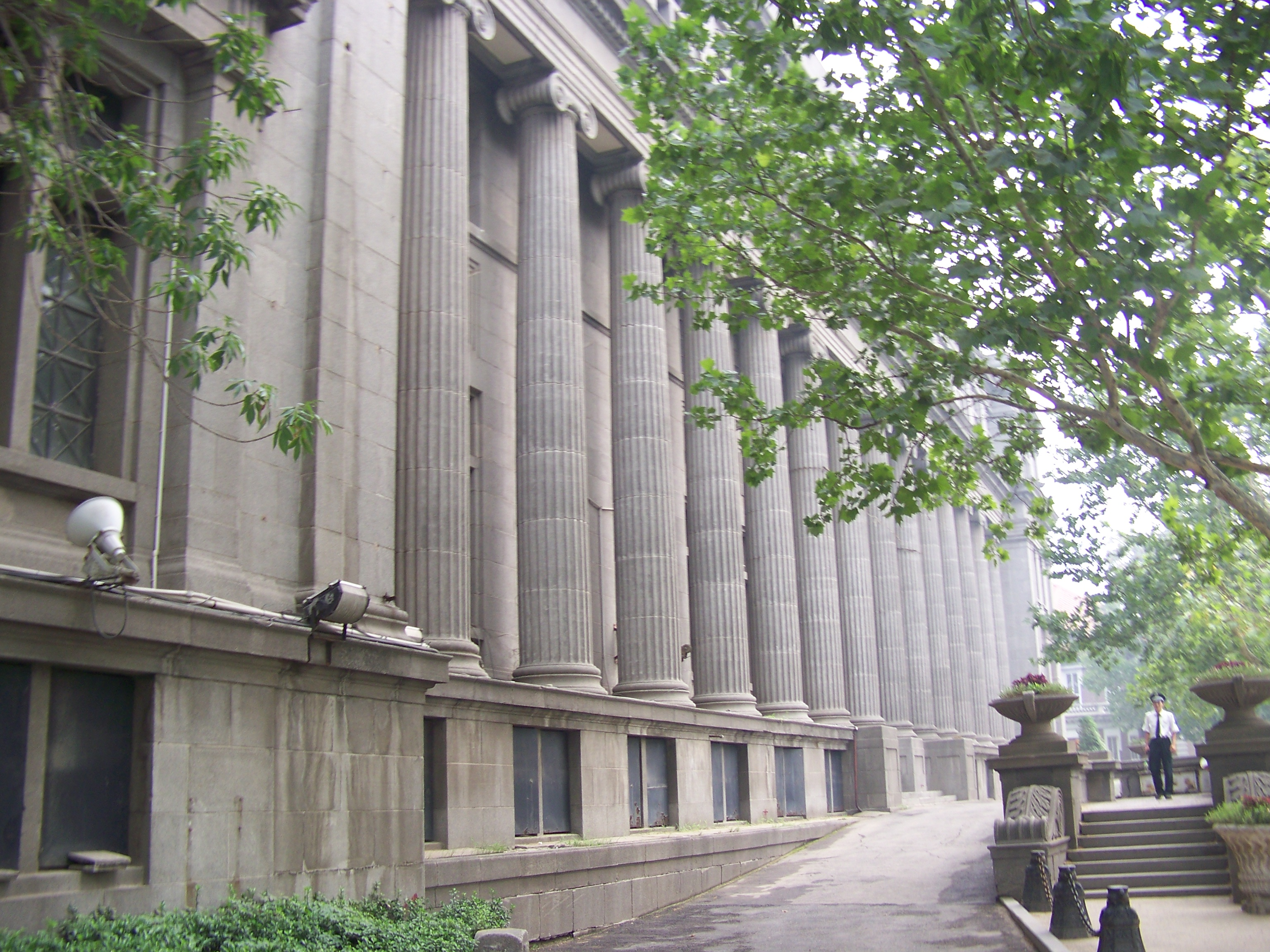
坐落于大沽北路和泰安道交口的原开滦矿务局大楼

- 天津市历史风貌建筑：原美国兵营，大沽北路168-174号。
- 天津市历史风貌建筑：基督教女青年会大楼，大沽北路200号。
- 花园大楼，原大沽北路168号至174号。
- 原比商仪品公司大楼，大沽北路179号。
- 启新洋灰公司大楼，原大沽北路85号，目前已拆除。
- 先农公司大楼，原大沽北路111号，目前已拆除。
- 礼和洋行大楼，原大沽北路140号，目前已拆除。

此外，沿大沽北路周边的著名建筑有：
- 天津市文物保护单位：原开滦矿务局大楼，泰安道5号[2]

## 延伸閱讀
- （英文）O.D.Rasmussen. . 天津: 天津印字馆（1925）.
- （中文）费成康. . 上海: 上海社会科学院出版社. 1992年. ISBN 7-80515649-2.